# Johannesaltaret
Johannesaltaret är en altartavla utförd i olja av den flamländske konstnären Rogier van der Weyden. Den målades omkring 1455 och ingår sedan 1850 i samlingarna på Gemäldegalerie i Berlin. 
Altartavlan är en triptyk vars sidpaneler är fixerade, det vill säga de är inga flygeldörrar som kan stängas. Bilderna skildrar Johannes Döparens liv. I den första scenen avbildas Jungfru Maria med den nyfödde Johannes i famnen och hans far Sakarias till höger. I bakgrunden syns den sängliggande modern Elisabet och en sköterska. Corpus skildrar den heliga Treenigheten. I förgrunden kan man se hur Johannes döper Jesus i Jordanfloden med en ängel som vittne. Ovanför svävar Gud Fader och den Helige anden, den senare i form av en duva. I den högra bilden avbildas Salome, den halshuggne Johannes och hans bödel. Enligt Nya testamentet greps Johannes av marionettkungen Herodes Antipas efter att ha kritiserat dennes äktenskap med sin brors hustru Herodias. Kungen nöjde sig med att hålla Johannes fängslad, vilket dock inte stillade hustruns hat mot profeten. När Herodes en gång under en fest blev berusad lovade han sin styvdotter Salome vad hon än önskade sig. På sin mors inrådan önskade hon sig då Johannes huvud på ett fat.
Målade statyer av de tolv apostlarna kan ses i slutet av portalerna som ramar in de tre bilderna. I arkivolterna finns scener ur Kristi och Johannes liv. På Gemäldegalerie finns även Rogier van der Weydens Mirafloresaltaret och Middelburgeraltaret.